# Экономика Туркменской ССР
Экономика Туркменской ССР — составная часть экономики СССР, функционировала на территории Туркменской ССР. Входила в Среднеазиатский экономический район.

## Промышленность
Ведущие отрасли промышленности:
- газовая промышленность,
- нефтяная промышленность,
- химическая промышленность,
- машиностроение,
- лёгкая промышленность,
- пищевкусовая промышленность.

Добыча нефти была сосредоточена в районах Западной Туркмении (Котурдепе, Барса-Гельмес и другие). Нефтепереработка — в Красноводске. Крупные газовые месторождения: Шатлык, Даулетабад, Наип, Ачак и другие). Свыше 95 % электроэнергии дают тепловые электростанции; самая крупная — Марыйская ГРЭС. Химическая промышленность была представлена добычей мирабилита (в заливе Кара-Богаз-Гол), серы (Гаурдак) и другого, производством йода, сульфата натрия, суперфосфата (Чарджоу), калийных удобрений (Гаурдак), серной кислоты и другого. Предприятия машиностроительной и металлообрабатывающей (производство оборудования для нефтяной и пищевой промышленности, электрокабеля, газовой аппаратуры и другое) промышленности — в Ашхабаде, Мары, Чарджоу, Красноводске, Ташаузе, Керки. Важнейшие предприятия промышленности строительных материалов — Безмеинский цементный завод и Ашхабадский стекольный комбинат. Лёгкая промышленность в основном специализировалась на первичной обработке хлопка, шерсти, каракулевых шкурок, шелковичных коконов, производстве хлопчатобумажных, шерстяных, шёлковых тканей, трикотажа (Ашхабад, Мары, Чарджоу и другие). Художественное ковроткачество. Главная отрасль пищевкусовой промышленности — маслобойно-жировая (производство хлопкового масла).
В связи с потребностью промышленности СССР в уране в городе Актау (в 1964—1991 Шевченко) построен Прикаспийский горно-металлургический комбинат, который включал в себя добычу урановой руды, её переработку и обогащение. Сеть предприятий этого комплекса обеспечивала основное производство химическими реагентами (азотно-туковый и сернокислотный заводы), теплоэлектроэнергией, пресной водой. Была построена развитая инфраструктура быстрорастущего города, включая морской порт. Для водоснабжения населения и предприятий построены промышленные опреснители, использующие вторичный пар с ТЭЦ, в том числе и атомного реактора на быстрых нейтронах БН-350 (в настоящее время остановлен и заглушен), который являлся первой в мире атомной опреснительной установкой мощностью 120 000 м³ воды в сутки. После распада СССР Актау в основном стал центром разработки нефтегазовых месторождений.

## Сельское хозяйство
В 1986 году в республике насчитывалось 134 совхоза и 350 колхозов. Сельскохозяйственные угодья составляли 31,7 млн га, из них:
- пашня — 1,1 млн га,
- пастбища — 30,4 млн га.

Туркмения — республика поливного земледелия. Площадь орошаемых земель в 1986 году достигла 1,185 млн га. Большое значение в развитии экономики республики и особенно сельского хозяйства имеет Каракумский канал имени В. И. Ленина. Земледелие давало свыше 65 % валовой продукции сельского хозяйства. Основная отрасль его — хлопководство (сбор хлопка-сырца 1,137 млн т в 1986 году). Хлопчатник культивировался почти во всех районах орошаемого земледелия. Около 14 % посевов занято зерновыми культурами (пшеница, ячмень, рис, джугара; валовой сбор зерна — 320 тыс. т в 1986 году). Были развиты плодоводство, виноградарство, овощеводство, бахчеводство. В животноводстве главное место принадлежало каракулеводству, базировавшемуся на отгонных пастбищах Каракумов. Разводили крупный рогатый скот, племенных лошадей, верблюдов. Поголовье (на 1987 год, в млн голов): крупный рогатый скот — 0,8, овец и коз — 4,8. Шелководство.

## Транспорт
Эксплуатационная длина (на 1986 год):
- железных дорог — 2,12 тыс. км,
- автодорог — 13,0 тыс. км (в том числе с твёрдым покрытием — 10,8 тыс. км).

Главный морской порт — Красноводск, связан паромной переправой с Баку. Судоходство по реке Амударья и Каракумскому каналу. Газопроводы: Западный Туркменистан — Бекдаш — Мангышлак, Майское — Ашхабад — Безмен и другие. Туркменский газ подавался по трубам в газопровод Средняя Азия — Центр.

## Особенности экспорта
Помимо экспорта за пределы СССР сырья и полуфабрикатов широко известными статьями дохода республики были высококачественные художественные ковры ручной работы и ахалтекинские лошади.